# Augustin Erigène
Augustin Erigène, également connu sous le nom d’Augustin l’Hibernais, est le nom donné à un écrivain irlandais du VIIe siècle connu pour ses écrits en histoire naturelle. Il est parfois dénommé Pseudo-Augustin son œuvre ayant été parfois attribuée à Augustin d'Hippone.
Augustin est né en Irlande dans la première moitié du VIIe siècle. Il aurait été moine au monastère de Carthach à Lismore. En 660, il a écrit un traité intitulé De Mirabilibus Sacrae Scripturae. L’œuvre est précisément datée de la troisième année du douzième cycle de Denys le Petit. Cet ouvrage a longtemps été considéré comme une œuvre exceptionnelle, en ce qu'elle témoigne d'une approche strictement scientifique par l’observation directe de la nature et la recherche d’une interprétation strictement logique.
Son traité cherche à expliquer chaque miracle des Écritures comme un cas extrême des phénomènes, mais relevant encore des lois de la nature.
Ainsi, Augustin donne la liste des mammifères terrestres d'Irlande, et résout le problème leur arrivée en Irlande après le déluge en proposant une solution – très en avance sur son temps - que l'île a été séparée de l'Europe continentale par l'érosion marine.
Il explique précisément la périodicité journalière, mensuelle et annuelle des marées. Les termes de morte-eau (ledo) et de vive-eau (malina) et leur corrélation avec les phases de la Lune apparaissent pour la première fois.